# Meseta de Tunguska
La meseta de Tunguska es una meseta montañosa en el krai de Krasnoyarsk, Siberia, Rusia. Forma parte de la meseta central siberiana. La meseta está ubicada en un área en gran parte deshabitada, el pueblo de Noginsk fue abandonado en 2006.
La meseta de Tunguska lleva el nombre histórico de los evenki.

## Geografía
La meseta de Tunguska se encuentra en el centro del krai de Krasnoyarsk. Limita al norte con el río Kureika y al sur con el río Tunguska Pedregoso. Al norte y al noreste se eleva la meseta de Putorana, mientras que, al este, el límite con la meseta de Syverma no está claramente definido. Al oeste, la meseta de Tunguska desciende abruptamente hacia el valle del río Yenisei y al sureste se eleva la cordillera de Angara. El río más grande que nace en la meseta es el Bajtá, un afluente derecho del Yenisei. Otros ríos que fluyen de él son: Erachimo, Nimde, Kochumdek, Tutonchana, Degali y Uchami (afluentes del Tunguska Inferior); y Stolbovaya y Kondroma (afluentes derechos del Tunguska Pedregoso).
La altura media de la superficie de la meseta de Tunguska es de entre 600 m y 800 m. Las laderas de las montañas suelen ser escalonadas y los valles de los ríos tienden a formar cañones profundos en algunas áreas. El río Tunguska Inferior cruza la meseta y la divide aproximadamente en dos mitades. El punto más alto es de 962 m, una cumbre alta sin nombre en la mitad sur de la parte norte.

## Geología
Geológicamente, la meseta de Tunguska está formada por rocas sedimentarias paleozoicas con intrusiones de rocas volcánicas, principalmente traps y tobas.

## Fflora y clima
La meseta es parte de la ecorregión de la taiga de Siberia Oriental. Está completamente cubierto por una taiga de alerce algo escasa y de tamaño insuficiente, excepto en las cumbres más altas donde solo crece pradera alpina. Hay pantanos en los valles de los ríos. La meseta de Tunguska se encuentra en la zona de permafrost y el suelo nunca se descongela a grandes profundidades.
El clima que prevalece en la meseta de Tunguska es continental subártico.